# 李河君
李河君（1967年—），汉族，广东河源人，客家人，中华人民共和国企业家、第十一届全国政协委员。
李河君於1967年8月出生於廣東省河源市。他毕业于北京交通大学机械工程系。1989年，李河君向自己大學的老師借款5萬元創立「漢能集團」。1994年，创建汉能控股集团。担任全国工商联常委、全国青联委员、中国青年企业家协会副会长。2008年，当选第十一届全国政协委员，代表中华全国青年联合会，分入第十六组。并担任人口资源环境委员会专委。
2009年，李河君高調進入薄膜光伏行業。2013年2月，他以「鉑陽太陽能」在香港上市，之後更名為「漢能薄膜發電集團」，香港的上市編號為「0566」。
近年李河君逐漸淡出漢能，2018年12月將103億股漢能股份轉讓予胞弟李偉均，2019年3月底又將手上餘下的漢能股份轉予李雪代為持有2019年4月，汉能系资金链断裂。
2022年12月，李河君疑因涉锦州银行信贷风波而被警方带走协助调查。
2024年7月，李河君被中国辽宁省锦州市太和区检察院以骗取贷款罪起诉至法院。
2025年4月8日，汉能集团骗取贷款案在中国辽宁省锦州市太和区人民法院公开开庭审理，汉能集团董事局主席李河君、汉能集团董事局副主席王勇出席了三天的庭审，当庭没有做出最终判决。

## 富豪榜
2014年5月7日，根据“2014新财富500富人榜”，李河君以870亿元资产排名第1位。2014年9月发布的胡润百富榜中，他以1250亿人民币的财富列第三位。2015年，李河君以1600億元人民幣身家超越马云、王健林成為《2015胡潤全球富豪榜》第12位兼中國的「首富」。